# 神戸守
神戸 守（かんべ まもる、1962年 - ）は、日本の男性アニメーション演出家、アニメーション監督。大阪府守口市出身。

## 経歴

### 1980年代
1981年3月高校卒業後は東京に出て、新聞配達をしながら専門学校に通う。はじめは足立区に、その後三鷹市に住んでいた。専門学校卒業後、トップクラフトの『風の谷のナウシカ』の制作進行でアニメ業界へ入る。その後グループ・タックにて制作部から演出部に移り『まんが日本昔ばなし』にて監督助手デビュー。スタジオジュニオにて『スーパーマリオの交通安全』で演出デビュー。

### 1990年代
NHKの幼少向け作品や「しつけ」・「同和問題」など多数の巡回用教育アニメを手がけ、1991年のOVA『忍者龍剣伝』にて監督デビューを果たす。1994年に『七都市物語』、1996年に『はりもぐハーリー』の監督を務め1997年に複数のスタッフとジュニオから独立しスタジオ伽藍を設立。創業期の取締役兼代表演出家になる。この時期、スタジオ伽藍がグロス請けをしていた『カードキャプターさくら』の各話の演出が反響を呼び注目を集める事となる。

### 2000年代
2000年にスタジオ伽藍を退社。シナジージャパンとマネージメント契約。『Cosmic Baton Girl コメットさん☆』の総監督として、実写を意識したカメラワークや独特な間の取りかたなど、ファンに「神戸スタイル」と呼ばれる演出スタイルを確立する。2003年に『出撃!マシンロボレスキュー』で初のロボットアニメに挑戦。2004年に『エルフェンリート』を手がけ今までの神戸作品とは一線を画すSF、萌え、グロ、バイオレンスを融合した高年齢対象向け作品を製作し反響を呼ぶ。2006年、永井豪原作の『鬼公子炎魔』を製作している。

### 2010年代
2010年に『ソ・ラ・ノ・ヲ・ト』でテレビアニメでは6年振りの監督を務め、2011年・2012年に『君と僕。』シリーズの監督を担当。2015年『すべてがFになる THE PERFECT INSIDER』監督。

## 人物
- 専門学校時代の同期に脚本家の長谷川勝己や吉岡たかを、後輩には映画監督兼TVディレクター・喜井竜児、映画評論家・鈴木和雅、脚本家の川崎ヒロユキや高山カツヒコなどがいる。
- 高校在校時は軽音楽同好会に所属、友人と2人でアコースティック路線を歩んでいた。一方、その当時から「有名になりすぎたミュージシャンには興味がない」と広言しており、主にフュージョンに傾倒していた節もある。渡辺香津美、カシオペア、ザ・スクエア（現T-SQUARE）が好みだった。

## 参加作品

### テレビアニメ
1975年
- まんが日本昔ばなし（1975年 - 1994年、監督助手）

1984年
- コアラボーイ コッキィ（脚本・演出助手）

1989年
- ホワッツマイケル（演出）

1991年
- おばけのホーリー（1991年 - 1992年、演出）

1992年
- チロリン村物語（1992年 - 1993年、演出）

1993年
- ポコニャン!（演出）
- 恐竜惑星（1993年 - 1994年、絵コンテ）

1994年
- ジーンダイバー（絵コンテ）
- D・N・A² 〜何処かで失くしたあいつのアイツ〜（絵コンテ）

1995年
- NOOBO（監督）
- ヤンボウ ニンボウ トンボウ（絵コンテ・演出）

1996年
- はりもぐハーリー（監督・絵コンテ）

1997年
- セイバーマリオネットJ（絵コンテ）

1998年
- カードキャプターさくら（1998年 - 2000年、演出）
- MASTERキートン（演出）

1999年
- メダロット（演出）
- 週刊ストーリーランド（演出）
- WILD ARMS Twilight Venom（演出）

2000年
- ごぞんじ月光仮面くん（演出）
- それいけ!アンパンマン（絵コンテ）
- NieA 7（絵コンテ・演出）
- 人造人間キカイダー THE ANIMATION（絵コンテ）

2001年
- Cosmic Baton Girl コメットさん☆（監督・絵コンテ・演出）

2002年
- 爆転シュートベイブレード2002（絵コンテ・演出）

2003年
- 出撃!マシンロボレスキュー（監督・絵コンテ・演出）

2004年
- パンダーゼット THE ROBONIMATION（監督）
- エルフェンリート（監督・絵コンテ・演出）

2005年
- 苺ましまろ（絵コンテ・演出）

2007年
- BACCANO! -バッカーノ!-（絵コンテ・演出）

2008年
- しゅごキャラ!（絵コンテ）

2009年
- テガミバチ（アニメーション監修）

2010年
- ソ・ラ・ノ・ヲ・ト（監督・絵コンテ・演出・OP絵コンテ/演出）
- テガミバチ REVERSE（アニメーション監修）

2011年
- フラクタル（絵コンテ・演出）
- 君と僕。（監督）

2012年
- 君と僕。2（監督）
- さくら荘のペットな彼女（絵コンテ）
- マギ（絵コンテ）

2014年
- ウィザード・バリスターズ 弁魔士セシル（絵コンテ）
- ハナヤマタ（絵コンテ）
- 四月は君の嘘（絵コンテ）

2015年
- 冴えない彼女の育てかた（絵コンテ）
- アイドルマスター シンデレラガールズ（絵コンテ）
- すべてがFになる（監督）

2016年
- Occultic;Nine -オカルティック・ナイン-（絵コンテ）

2017年
- GRANBLUE FANTASY The Animation（絵コンテ）
- アイドルマスター SideM（絵コンテ）

2018年
- 宇宙よりも遠い場所（絵コンテ）
- ダーリン・イン・ザ・フランキス（絵コンテ）

2019年
- 約束のネバーランド（監督）

2020年
- 映像研には手を出すな!（絵コンテ）

2021年
- 約束のネバーランド（第2期、監督）

2022年
- ニンジャラ（監督）

2024年
- 小市民シリーズ（監督・絵コンテ）

### 劇場アニメ
- 風の谷のナウシカ（1984年、制作進行）
- タイコンデロンガのいる海（1991年、監督）※教育映画
- なっちゃんのケヤキ（1992年、監督）※教育映画
- くもりのち晴れ（1996年、監督）※教育映画
- 劇場版カードキャプターさくら（1999年、演出補佐）
- 聖☆おにいさん（2013年、チーフ演出・絵コンテ・演出）
- THE IDOLM@STER MOVIE 輝きの向こう側へ! （2014年、絵コンテ）

### OVA
- ぷッつんメイクLOVE（1987年、制作担当）
- 忍者龍剣伝（1991年、監督）
- 七都市物語（1994年、監督）
- サイコダイバー 魔性菩薩（1997年、監督）
- I"s Pure（2005年、監督・絵コンテ）
- 鬼公子炎魔（2006年、監督）
- テガミバチ〜光と青の幻想夜話〜（2008年、監督）※ジャンプスーパーアニメツアー上映作品
- 電波的な彼女（2009年、監督）